# Austin Carr
Austin George Carr (Washington D. C., 10 de marzo de 1948) es un exjugador de baloncesto estadounidense que jugó durante 10 temporadas en la NBA. Con 1,94 metros de altura, jugaba en la posición de base. 

## Trayectoria deportiva

### Universidad
Después de anotar más de 2000 puntos en su etapa de High School, jugó con los Fightin' Irish de la Universidad de Notre Dame durante tres temporadas, en las cuales anotó 2.560 puntos (34,5 por partido), quedándose quinto en el ranking universitario en ese momento. Jugando como base registró 22 doble-dobles. Durante sus dos últimas temporadas, llegó a ser el segundo universitario en conseguir más de 1000 puntos en una temporada, uniéndose a Pistol Pete Maravich en ese selecto grupo. Carr, de todas formas, mantiene el récord de más puntos en un partido (61 contra Ohio en 1970), más tiros de campo anotados en un partido (25) y más tiros de campo intentados en un partido (44). Su récord de 50 puntos por partido de media en 7 partidos de la fase final de la NCAA puede que nunca se supere.

### Profesional
Con esas estadísticas, no fue de extrañar que fuese elegido en la primera posición del Draft de la NBA de 1971 por los Cleveland Cavaliers. Fue también elegido en el Draft de la ABA por los Virginia Squires, pero decidió jugar en la NBA. Su primera temporada en profesionales estuvo plagada de lesiones. En la pretemporada se rompió un pie, perdiéndose el primer mes de competición. Tras regresar a las canchas, un mes después una nueva lesión le dejó fuera durante 7 semanas. A pesar de todo ello, acabó promediando 21,2 puntos, 3,5 rebotes y 3,4 asistencias, lo que le hizo ser merecedor de aparecer en el mejor quinteto de rookies de esa temporada.
Su mejor temporada fue la temporada 1973-74, cuando logró promediar 21,9 puntos, 3,7 asistencias y 3,6 rebotes, promediando un 85,6% desde la línea de tiros libres. Estos números le permitieron ser elegid para jugar el All-Star Game de esa temporada, el único que disputaría en toda su carrera.
Tras 9 temporadas en Cleveland, disputó su última temporada como profesional en Dallas Mavericks y Washington Bullets, retirándose con 15,4 puntos, 2,9 rebotes and 2,8 asistencias.

## Estadísticas de su carrera en la NBA

### Temporada regular
| Año      | Equipo     | PJ  | PT | MPP  | %TC  | %3P  | %TL  | RPP | APP | ROB | TPP | PPP  |
| -------- | ---------- | --- | -- | ---- | ---- | ---- | ---- | --- | --- | --- | --- | ---- |
| 1971-72  | Cleveland  | 43  | —  | 35.8 | .426 | —    | .760 | 3.5 | 3.4 | —   | —   | 21.2 |
| 1972-73  | Cleveland  | 82  | —  | 37.8 | .446 | —    | .822 | 4.5 | 3.4 | —   | —   | 20.5 |
| 1973-74  | Cleveland  | 81  | —  | 38.3 | .445 | —    | .856 | 3.6 | 3.8 | 1.1 | .2  | 21.9 |
| 1974-75  | Cleveland  | 41  | —  | 26.4 | .468 | —    | .840 | 2.6 | 3.8 | 1.2 | .0  | 14.5 |
| 1975-76  | Cleveland  | 65  | —  | 19.7 | .442 | —    | .791 | 2.0 | 1.9 | .6  | .0  | 10.1 |
| 1976-77  | Cleveland  | 82  | —  | 29.4 | .457 | —    | .795 | 2.9 | 2.7 | .7  | .1  | 16.2 |
| 1977-78  | Cleveland  | 82  | —  | 26.7 | .438 | —    | .813 | 2.3 | 2.7 | .8  | .2  | 12.3 |
| 1978-79  | Cleveland  | 82  | —  | 33.1 | .475 | —    | .816 | 3.5 | 2.6 | .9  | .2  | 17.0 |
| 1979-80  | Cleveland  | 77  | —  | 20.7 | .465 | .333 | .738 | 2.1 | 1.9 | .5  | .0  | 11.8 |
| 1980-81  | Dallas     | 8   | —  | 9.6  | .250 | —    | .500 | 1.1 | 1.1 | .1  | .0  | 2.0  |
| 1980-81  | Washington | 39  | —  | 14.9 | .388 | .000 | .640 | 1.3 | 1.3 | .4  | .1  | 4.9  |
| Total    | Total      | 682 | —  | 28.8 | .449 | .154 | .804 | 2.9 | 2.8 | .8  | .1  | 15.4 |
| All-Star | All-Star   | 1   | 0  | 5.0  | .000 | —    | —    | 1.0 | .0  | .0  | .0  | .0   |

### Playoffs
| Año   | Equipo    | PJ | PT | MPP  | %TC  | %3P | %TL  | RPP | APP | ROB | TPP | PPP  |
| ----- | --------- | -- | -- | ---- | ---- | --- | ---- | --- | --- | --- | --- | ---- |
| 1976  | Cleveland | 13 | —  | 21.0 | .478 | —   | .611 | 1.8 | 2.0 | .5  | .2  | 11.8 |
| 1977  | Cleveland | 3  | —  | 27.7 | .282 | —   | .333 | 3.3 | 3.3 | .7  | .3  | 7.7  |
| 1978  | Cleveland | 2  | —  | 34.5 | .370 | —   | .938 | 4.0 | 2.5 | 1.0 | .5  | 17.5 |
| Total | Total     | 18 | —  | 23.6 | .426 | —   | .691 | 2.3 | 2.3 | .6  | .3  | 11.8 |

## Logros y reconocimientos
Universidad
- Naismith College Player of the Year (1971)
- AP College Basketball Player of the Year (1971)
- Helms Foundation College Basketball Player of the Year (1971)
- Premio UPI al Baloncestista Universitario del Año (1971)
- 2.º equipo All-American (1970)
- 1.er equipo All-American (1971)

NBA
- Mejor quinteto de rookies de la NBA (1972)
- All-Star Game (1974)
- Premio Mejor Ciudadano J. Walter Kennedy (1980)

Honores
- Su camiseta con el número 34 fue retirada por Cleveland Cavaliers como homenaje.